# WideScreen Games
WideScreen Games était un studio français de développement de jeu vidéo basé à Lyon. Il a été fondé en 1999 et a fermé ses portes en 2009.

## Historique
Le studio travaillait pour Eidos Interactive sur une adaptation vidéo-ludique de Highlander. Le jeu fut annoncé le 14 janvier 2008, et aucune information n'a été donnée concernant sa probable annulation.
Le développeur était également impliqué dans le portage de The Witcher: Rise of the Wolf pour le compte de CDProjekt sur les consoles Xbox 360 et PlayStation 3. Le projet fut annulé et précipita la fin de Widescreen Games,.
La société a été radiée du registre du commerce et des sociétés le 25 mai 2013.

## Jeux
- Frank Herbert's Dune - Playstation 2, PC - Édité par Cryo Interactive 2001
- Star Academy (PS2) novembre 2003
- Airbone Troops (PS2,PC) mars 2005
- Wild Water Adrenaline (PS2) septembre 2005
- Dead to Rights II - Xbox, PC - Édité par Namco 2005
- Black Bucaneer (PS2, PC) juin 2006